# Sztereopszis
Sztereopszis (térbeli látás, térlátás; a sztereo ’valódiság’ és az opszisz ’látvány vagy látomás’ szavak összefűzéséből, helyesen betűzve a két o összeolvasása miatt sztereópszisz lenne, köznyelvben a sztereopszis honosodott meg) a vizuális észlelés folyamata, amely a mélység észleletét a két szem retináján, a világról alkotott két különböző vetületből hozza létre. A két retinán létrejövő különbség a horizontális diszparitás, retinális diszparitás vagy binokuláris diszparitás. Az eltérések a fejen elhelyezkedő szemek különböző helyzetéből erednek.
A sztereopszist általában a mélységészleléshez kapcsolják helytelenül, mert a mélység észlelése több más, számos monokuláris szerveződéshez köthető, mint sztereoptikálishoz. És azok az egyének is, akik csak az egyik szemükkel látnak rendelkeznek teljes mélységészleléssel, kivéve bizonyos mesterséges helyzetekben (mint például a sztereoszkópos képek esetében), ahol csak a binokuláris szerveződések vannak jelen. Cziegler (2003) leírja, hogy a „sztereopszis elégséges, de nem szükséges feltétele a téri látásnak”, amit egyéb tényezők is segítenek. Sekuler és Blake (2000) könyvében részletesen bemutatja, hogy a sztereopszis-tényezőn túl milyen egyéb, fontos tényezők befolyásolják a téri látást, mint például abszolút és relatív távolság, téri vakság, nagyságkonstancia, téri frekvencia, téri vakság stb.

## A sztereopszis története
A sztereopszisról először Charles Wheatstone írt 1838-ban. „Az elme egy háromdimenzionális képet kap a tárgyról a retinákra érkező két eltérő kép vetültének segítségével.” Észrevette, hogy mivel mindkét szem egy kissé eltérő horizontális helyzetből látja a világot, a szemekbe érkező kép eltér. A tárgyak, amelyek a szemek különböző távolsága miatt eltérő képet mutatnak, a két szemben különbözőek a horizontális állásuk miatt, létrehozva ezzel a horizontális disparitás mélységi észleletét, vagy ahogy inkább ismert a retinális diszparitást/binokuláris diszparitást. Wheatstone rámutatott, hogy ez egy tényleges észlelete a mélységnek és azoknak az egydimenziós képeknek a mélységi illúziójából jönnek létre, amelyek csak a horizontális diszparitásuk szerint különböznek. Ahhoz, hogy a képeket külön bemutassa a két szemnek, Wheatstone feltalálta a sztereoszkópot. Leonardo da Vinci is felfedezte, hogy a szemtől különböző távolságban elhelyezkedő tárgyak olyan képet festenek a két szemben, amelyeknek különbözőek a horizontális állásuk, és arra a következtetésre jutott, hogy ezért annyira nehéz a festőknek a mélység ábrázolása egy sima festővásznon. 
Leonardo közeli tárgynak egy oszlopot választott egy körkörös keresztmetszeti résszel, távoli tárgynak pedig egy sima falat. Több közeli tárgy választása közben fedezhette fel a tárgyak felületéből adódó horizontális diszparitást. Az oszlop volt az egyetlen azon kevés tárgyak közül, amelynek képe ugyanaz maradt a két szemben. A Viktoriánus korban David Brewster felfedezésének a prisma sztereoszkópnak köszönhetően a sztereopszis nagyon népszerűvé vált. Ez, a fényképezéssel egyesítve 10 ezer sztereogram elkészítését tette lehetővé.
1960-ig a sztereopszis arra volt hivatott, hogy felmérje az egyszerűbb látás határait és kapcsolatait. Ezt kutatta Peter Ludvig Panum, Ewald Hering, Adalbert Ames Jr. és Kenneth N. Ogle. A hatvanas években Julesz Béla feltalálta a véletlen-pont sztereogramot. Az előzetes szteregramokkal ellentétben, amelyekben minden befejezetlen kép felismerhető tárgyat tartalmazott, itt minden első véletlen-pont sztereogram befejezetlen képe körülbelül 10000 kis pontról mutatott négyzetes mátrixot, és annak, hogy egy pont fekete vagy fehér legyen 50%-os esélye volt. A befejezetlen képek egyikén sem voltak a tárgyak felismerhetőek. A pont sztereogramon megjelenő két kép lényegében ugyanaz kivéve, amelyiken pontokból álló négyzetes terület van vízszintesen eltolva egy vagy két diaméter segítségével, létrehozva ezzel a horizontális diszparitást. A rés amely az eltolódás miatt jött létre, véletlenszerűen új pontokkal lett kitöltve, eltüntetve az eltolt területet. Mindazonáltal, amikor két befejezetlen képet mutatnak egyik szem után a másiknak a négyzetes rész majdnem azonnal láthatóvá válik, ha közelebb vagy távolabb esett a háttértől. Jules Küklopszi képnek nevezte el a négyzetet, a mitológiai Küklopszok után, akiknek csak egy szemük volt. Az a hiedelem járta, hogy van egy küklopszi szem az agyban, amely lehetővé teszi, hogy fél szemmel láthassuk azokat az ingereket, amelyek egyik vagy másik szemünk előtt rejtve maradnak. A véletlenszerű pont sztereogrammok kiemelik a sztereopszis problémáját, a válaszadás problémáját. Ez akkor jelentkezik, amikor egy befejezetlen kép, valószínűleg egy másik befejezetlen képpel párosítható a sok azonos színű pontokon keresztül. A látórendszer egyszerűen megoldja ezt a válaszadási problémát, közvetlenül látjuk a mélységet a helytelen összeillések árnyékai helyett. A kutatás lassan fényt derített rá, hogy miért. Még az 1960-as években Horace Barlow, Colin Blakemore és Jack Pettigrew neuronokat fedeztek fel a macska vizuális kortexében, amelyeknek külön receptív mezőjük volt a két szemben, különböző horizontális állásokban. Ez megteremtette a sztereopszis neurális alapjait. Ezen felfogással vitába szállt David Hubel és Torsten Viesel, ámbár azt elismerték, hogy ők is találtak hasonló neuronokat majmok agykérgében.
Az 1980-as években Gian Poggio is találtak neuronokat majmok. V2 agykérgi területein, amelyek választ adtak a véletlenszerű pont sztereogramokon megjelenő mélység észleletére. A 70-es években Christopher Tyler feltalálta az autosztereogrammot, egy véletlenszerű pont sztereogrammot ami sztereoszkóp nélkül is jól látható. Ez vezetett később a Varázsszem képeihez. A sztereoszkóp egy olyan készülék, amellyel mindkét szembe külön mutathatunk be képeket, arra ösztönözve, hogy a sztereopszis jöjjön létre két külön képpel két külön szemben. Ez általában újfajta sztereoszkópok megalkotását sürgette. A viktoriánus időkben megjelent a prizma sztereoszkóp (amelynek segítségével a sztereó fotók lettek láthatóak). A húszas években a zöld-piros üvegek jöttek divatba (a sztereofilmek nézését tette lehetővé), az ötvenes években a polarizált üvegek segítségével a színes filmek nézéséhez és a kilencvenes években a varázsszem képek (autosztereogrammok) jöttek divatba. A varázsszem már nem igényelt sztereogrammot, de arra támaszkodott, hogy a nézők szabadon egyesítik a két szembe érkező eltérő képet.

## A sztereopszis geometriai alapjai
A sztereopszis valószínűleg a látókéregben, a binokuláris cellákban jön létre, amelyeknek külön receptív mezőjük van eltérő horizontális állásokban. Csak az a cella aktív, amelyik a megfelelő ingert kapja, a megfelelő állásból mind a jobb és mind a bal szem esetében létrehozva ezzel egy diszparitásérzékelőt. Amikor a személy ránéz egy tárgyra, a két szem konvergál ezért a tárgy mindkét szem esetében a retina közepén jelenik meg. Más tárgyak, amelyek a fő tárgy körül helyezkednek el eltolódva, a fő tárgyhoz tartozónak látszanak. A következő példában, ahol a fő tárgy (egy delfin) a két szemben keletkező két kép közepén marad, a kocka eltolódik jobbra a bal szemben keletkező képen és balra tolódik a jobb szemben lévő képen. Mivel mindkét szem más horizontális állásban helyezkedik el, ezért kis mértékben eltérő perspektívájuk van a látványról és ez különböző retinális képeket eredményez. Normális esetben a két kép helyett csak egyet látunk és ezt a jelenséget nevezzük egységes látásnak. Továbbá, a sztereopszis dupla látásként is létrejöhet. A sztereopszis ezen jelenségét nevezte Kenneth Ogle minőségi sztereopszisnak. Ha a képek nagymértékben eltérnek (mint a kancsalság esetén vagy akkor, ha a sztereoszkópban eltérő képek vannak) akkor előfordulhat, hogy csak egy képet látunk. Ezt a jelenséget binokuláris versengésnek nevezik.

## Számítógépes térhatású látás (sztereó-térhatás)
A számítógépes térhatású látás, a komputeres látvány terület része. Gyakran robotoknál használják akadályok kiküszöbölésére. Két kamera készít képeket ugyanarról a jelenetről (scene-jelenet), de bizonyos távolságra különíti el a felvételeket, csakúgy ahogyan a szemeink helyezkednek el. A számítógép összehasonlítja a képeket úgy, hogy a két képet elhúzza egymásra helyezve, hogy megkeresse az összeillőket. Az eltérő mennyiséget nevezzük diszparitásnak. A diszparitás segítségével számolja ki a komputer a távolságot azoknál a tárgyaknál, amelyek a képen a legjobban összeillenek. Egy ember esetében a szemek folyton változtatják a szögüket attól függően, hogy mekkora a távolság az észlelt tárgytól. A számítógépen ez egy szignifikánsan extra összetettséget a geometriai számításokban.(epipoláris geometria). Ténylegesen a legegyszerűbb geometriai eset az, amikor a kamera egyik képe éppen a másikon nyugszik. A képeket általában vagylagosan átalakították újravetítéssel, lineáris transzfúzió segítségével egymásra helyezték őket. Ezt nevezzük képdetektálásnak. Azt a számítógépes sok kamerás sztereó látást, amely meghatározott megvilágítású hívják a mozdulat szerkezetének. Azok a technikák, amelyek fix kameraállást és a megszokott világítást használja, fotometriás sztereó technikáknak hívják vagy árnyékformázásnak.

## Computer sztereó visszajátszás
Rengeteg próbálkozást tettek arra, hogy létrehozzák az emberi sztereó látást a gyorsan változó számítógép képernyőn ezek pedig odavezetett, hogy számtalan szabadalom kapcsolódott a 3D televíziókhoz és filmekhez amelyeket a USPTO rendszerezett. Az USA-ban azok, akik korlátozott számban kizárólagos engedélyt kapott szabadalommal rendelkeznek, folytatnak kereskedelmi tevékenységet, akik az utóbbi húsz évben nyújtották be a kérelmüket. Leszámítva azokat a 3D-s televíziókat és filmeket, – (amelyekhez általában több digitális kivetítő szükséges és a mozgó képeket mechanikusan összekapcsolják, például az IMAX 3D esetében) – számtalan sztereoszkopikus LCD-t ajánl a SHARP. Amely már olyan notebookok szállítást is megkezdte, amelyek beépített sztereoszkopikus LCD-vel rendelkeznek. Ámbár a régebbi technológiák arra kényszeríttették a használókat, hogy szemüveget vagy vizort használjanak a számítógépes eredetű képek nézegetéséhez , vagy CGI, egy technológia sem alkalmazta a Fresnel lencséket, vagy tányérokat a folyékony kristály képernyőkön, megszabadítva a használókat attól, hogy speciális szemüveget vagy ellenzőt viseljen.
Amikor a sztereoszkóp két oldalára teljesen eltérő képet helyezünk, akkor binokuláris rivalizáció jelentkezik a binokuláris fúzió (sztereopszis) helyett. A binokuláris rivalizáció során a két kép közül egy adott pillanatban csak az egyiket látjuk. Ilyen előfordulhat például kancsalság esetében, amikor a szemek koordinációja nem valósul meg (Cziegler, 2003).

## Lásd még
- Konstanciák
- Mélységészlelés